# Pinhook (Misuri)
Pinhook es una villa ubicada en el condado de Misisipi en el estado estadounidense de Misuri. En el Censo de 2010 tenía una población de 30 habitantes y una densidad poblacional de 81,57 personas por km².

## Geografía
Pinhook se encuentra ubicada en las coordenadas 36°44′17″N 89°16′10″O / 36.73806, -89.26944. Según la Oficina del Censo de los Estados Unidos, Pinhook tiene una superficie total de 0.37 km², de la cual 0.37 km² corresponden a tierra firme y (0%) 0 km² es agua.

## Demografía
Según el censo de 2010, había 30 personas residiendo en Pinhook. La densidad de población era de 81,57 hab./km². De los 30 habitantes, Pinhook estaba compuesto por el 3.33% blancos, el 96.67% eran afroamericanos, el 0% eran amerindios, el 0% eran asiáticos, el 0% eran isleños del Pacífico, el 0% eran de otras razas y el 0% pertenecían a dos o más razas. Del total de la población el 0% eran hispanos o latinos de cualquier raza.